# پهنه رودخانه‌ای بیابانی

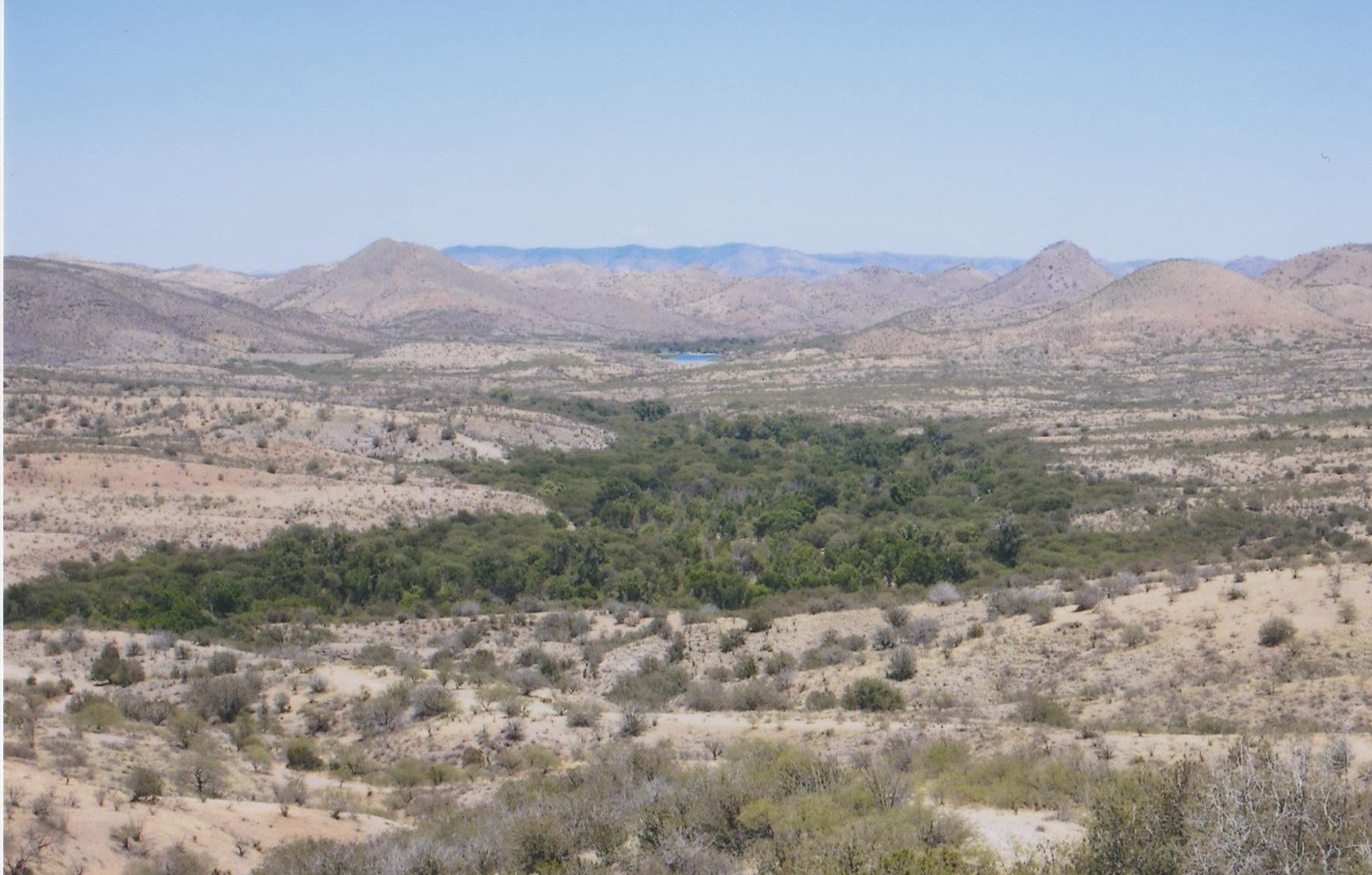
جنگل ساحلی سونویتا کریک در جنوب آریزونا، ایالات متحده، احاطه‌شده با زمین‌های بیابانی مرتفع

پهنه رودخانه‌ای بیابانی (به انگلیسی: Desert riparian)، یک نوع پوشش گیاهی بیابانی در آمریکای شمالی (یا بیوم) است که در کف دره‌ها، ژرف‌دره‌ها و دیگر جریان‌های آبی که در بیشتر مواقع سال یا نزدیک سطح آب دارند، رخ می‌دهد. ویژگی دیداری درختان بزرگ، انبوه و سبز چندساله است که با پوشش گیاهی خشک بیابانی و رنگ خاک احاطه شده‌اند. این منطقه ممکن است در یک تکه در اطراف یک چشمه مانند یک واحه، یا در رشته‌ای که مسیر جریان آب را دنبال می‌کند، مانند یک بوسکه باشد. خاک این بیوم معمولاً نمناک است و از آبرفت‌های سنگی و شنی تا سیلتی متغیر است.

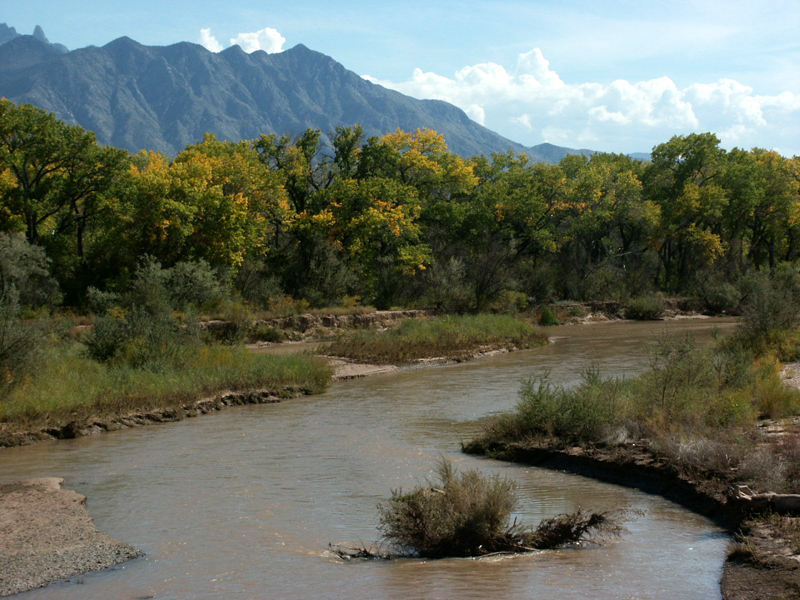
جنگل رودخانه‌ای بیابانی بوسکه در امتداد ریو گراند در نیومکزیکو، ایالات متحده

این بیوم دارای تغییرهای فصلی است، با تابستان‌های گرم و خشک و زمستان‌های خنک و نمناک. بارندگی بیشتر در زمستان رخ می‌دهد و بین ۸ تا ۲۵ سانتی‌متر در هر سال است. در مقایسه با نوع پوشش گیاهی خشک بیابانی، که در آن آب در سطح یا نزدیک سطح آن در بیشتر فصل‌های سال کم است، مانند آرویوها.